# Aceitunilla

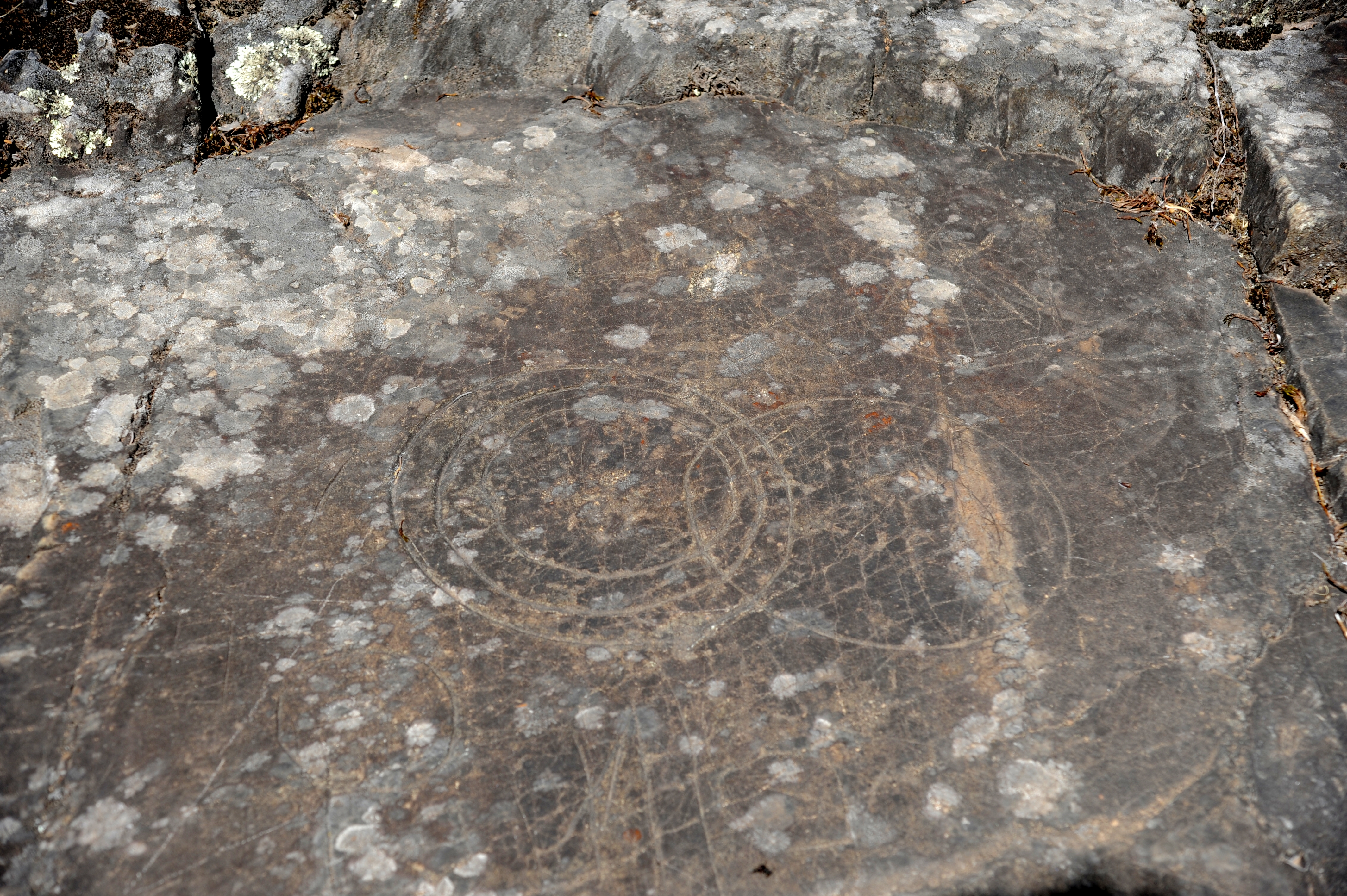
Petròglifs d'Aceitunilla (Las Hurdes), (Càceres)

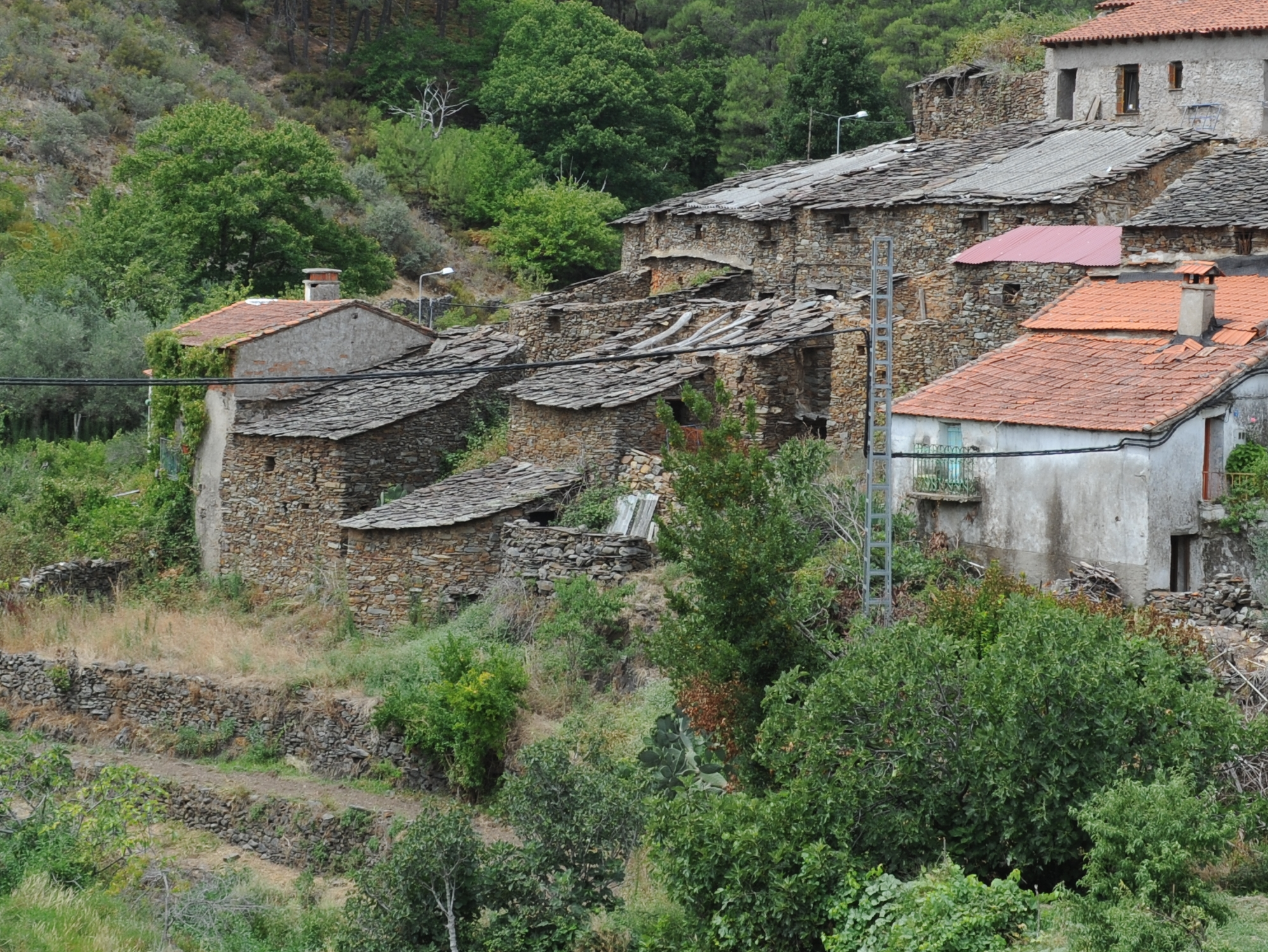
Cases hurdanes en Aceitunilla

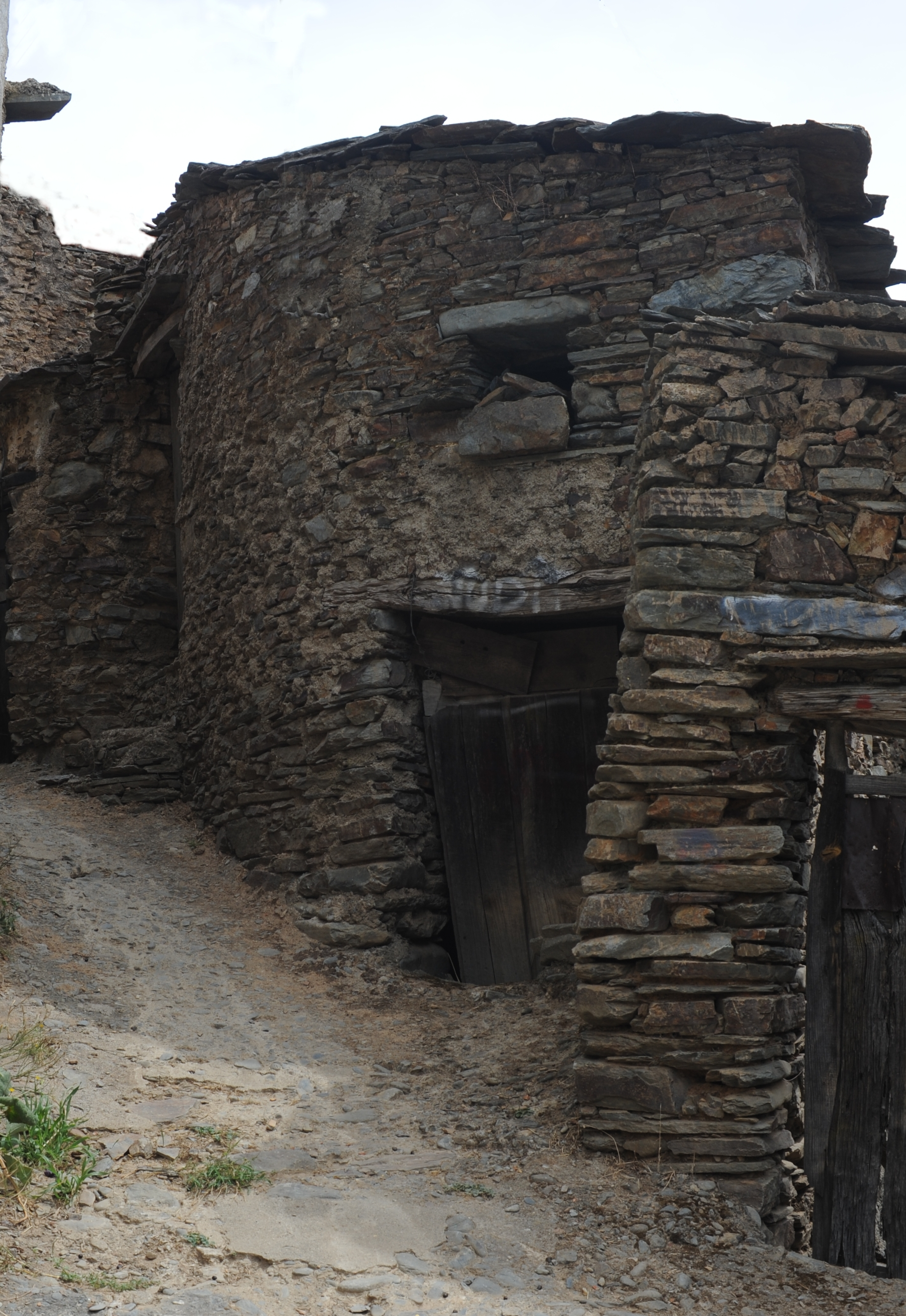
Arquitectura d'Aceitunilla (Las Hurdes)

Aceitunilla és una alqueria del concejo de Nuñomoral, mancomunitat de Las Hurdes, a la província de Càceres. A Aceitunilla es pot accedir per la carretera EX-204 tant en el sentit que ve de Còria com accedir per Salamanca. Una vegada arribats a Vegas de Còria prendre adreça Nuñomoral, poc abans d'arribar ens trobem el desviament cap a l'alqueria.
El topònim deriva de l'àrab الزيتومنة (az-Zaītūna), «el olivar», al que s'ha aplicat el sufix diminutivo espanyol -illa.

## Patrimoni artístic

### Art rupestre
En el terme de l'alqueria existeixen jaciments d'art rupestre: petròglifs característics d'aquesta zona i un santuari prerromà descobert per l'arqueòleg, de la Universitat Complutense de Madrid, Saúl Martín González.
Aceitunilla conserva bones mostres de les cases hurdanes que van ser construïdes enterament amb pedra de pissarra i cobertes amb llesques de pissarra. Aquests habitatges estan emparentats amb la palloza del nord-oest peninsular. El seu origen és prerromà, segurament cèltic amb similituds en les edificacions de la cultura castrenya.
Són molts els que advoquen perquè es conserven aquestes construccions tan característiques i no es destrueixin, de manera que siguin declarats aquests nuclis antics com Bé d'Interès Cultural.

### Monuments
Església parroquial catòlica sota l'advocació de Sant Antonio de Pàdua, a càrrec del rector de Nuñomoral, en la diòcesi de Còria.

## Festes patronals[calcitació]
En Aceitunilla se celebren dues festes al llarg de l'any.
- Festes de San Antonio: Aquestes festes, en honor del patró del poble, Sant Antoni de Pàdua, se celebren el cap de setmana més proper al dia 13 de juny (dia de Sant Antoni). Al llarg del cap de setmana se succeeixen diferents actes (espectacles, degustació de pinchos, cercaviles amb tamborí...); sent el seu punt àlgid el dissabte al matí amb la missa, i posterior processó, dedicada al sant patró.
- Festa de La nostra Señorina ("Robo de la Albehaca") o (robatori de l'alfàbega): El dia 14 d'agost a la nit té lloc aquesta antiga tradició. Al llarg de la nit, els joves del poble es pugen a les balconades de les cases i busquen per tot el poble tests d'«albehaca», agafant els millors ramellets per lluir-los en les camises o darrere de l'orella. També té lloc un cercaviles al ritme de tamborí on es poden veure els balls tradicionals de les hurdes: la jota i el "picao" hurdano.